# Latodrepanus pulvinarius
Latodrepanus pulvinarius är en skalbaggsart som beskrevs av Vladimir Balthasar 1963. Latodrepanus pulvinarius ingår i släktet Latodrepanus och familjen bladhorningar. Inga underarter finns listade i Catalogue of Life.